# ماري كليفورد روثبارت
ماري كليفورد روثبارت (بالإنجليزية: Mary Klevjord Rothbart)‏ (ولدت في 22 مايو 1940 في لويستاون، مونتانا) هي أستاذة فخرية في علم النفس في جامعة أوريغون. وهي معروفة بأبحاثها في مجالات المزاج والتنمية الاجتماعية والتنمية العاطفية وتنمية الانتباه. لقد أسست من الميلاد إلى سن الثالثة وهو برنامج لدعم الوالدين والتعليم. وقد كتبت أكثر من 159 مقالة تتعلق بعلم النفس التربوي وعلم النفس التنموي وعلم الأعصاب الإدراكي التنموي وعلم النفس البيولوجي. قامت الدكتورة روثبارت أيضًا بتأليف العديد من الكتب والمشاركة في تأليفها، وحصلت على جائزة Eleanor Maccoby Book من جمعية علم النفس الأمريكية. مجلدان شائعان آخران من تأليف روثبارت هما المزاج، كتيب لعلم نفس الطفل، والاهتمام في التطور المبكر: الموضوعات والاختلافات.

## وصلات خارجية
- SRCD Oral History Interview - Mary K. Rothbart
- Mary K. Rothbart - CAS Department of Psychology
- Mary Rothbart's Temperament Questionnaires
- Mary K. Rothbart - Guildford Press